# Trickster
De trickster (uit het Engels: oplichter, bedrieger; maar "schelm" is het beste Nederlands equivalent) is een archetypische figuur die voorkomt in de mondelinge en schriftelijke overlevering, en die dubbelzinnige eigenschappen heeft. Aan de ene kant kan de trickster/schelm goddelijke kenmerken en grote macht bezitten (dan treedt hij/zij op als een cultuurbrenger), aan de andere kant worden zijn/haar handelingen doorgaans belachelijk gemaakt en gestraft. Dit maakt de trickster-figuur bij uitstek identificatiefiguur voor onderdrukten: een figuur die bewonderd kan worden om zijn/haar betere en (soms) bovennatuurlijke eigenschappen, maar die door zijn/haar slimheid anderzijds ook kans ziet onder de druk van de machtigen uit te komen.
In het Nederlandse verhaalonderzoek is de slimme vos Reynaert uit het diergedicht Van den vos Reynaerde een voorbeeld van een schelm-figuur. Een ander voorbeeld is Tijl Uilenspiegel. 

## Tricksters in verschillende culturen
- Abenaki mythologie ... Azeban
- Aboriginal mythologie ... Bamapana, Crow
- Afro-Cubaanse mythologie ... Changó
- Akan mythologie ... Kwaku Ananse
- Amerikaanse folklore ... Brer Rabbit (of Compere Lapin) en Aunt Nancy, variant van de Anansi-figuur
- Arabische mythologie ... Nasreddin Hodja, Sinbad, Sheherazade, Genies,
- Ashanti mythologie ... Anansi,
- Azteekse mythologie ... Huehuecoyotl
- Babylonische mythologie...Lilith
- Bantu mythologie ... Hare (Tsuro of Kalulu)
- Baskische mythologie ... San Martin Txiki
- Braziliaanse folklore ... Saci, Curupira
- Bulgaarse folklore ... Hitar Petar
- San-folklore ... Kaggen
- Caribische folklore ... Anansi
- Chileense mythologie ... Pedro Urdemales
- Chinese mythologie ... Nezha, Rode jongen, Sun Wukong (de aap-koning), Tang Yin
- Cree mythologie ... Wisakedjak
- Crow mythologie ... Awakkule, Mannegishi
- Duitse folklore ... Till Eulenspiegel, Reineke Fuchs
- Egyptische mythologie ... Set
- Engelse folklore ... Robin Hood, Puck, Brownie
- Estse mythologie ... Kaval-Ants
- Fiji mythologie ... Daucina
- Filipijnse folklore...Pusong
- Filipijnse mythologie ... Nuno sa Punso, Aswang
- Franse folklore ... Renard
- Griekse mythologie ... Eris, Prometheus, Hephaestos, Hermes, Odysseus, Sisyphus
- Haida mythologie ... Nankil'slas (Raven), (Coyote)
- Haitïaanse folklore ... Anansi
- Haïtiaanse Vodou ... Papa Legba, Ti Malice, Baron Samedi
- Hawaïaanse mythologie ... Iwa, Kaulu, Kupua, Māui, Pekoi
- Hindoe mythologie ... Krishna, Narada, Vishnoe in de gedaante van Mohini
- Hopi en Zuni mythologie ... Kokopelli
- Ierse folklore...Leprechauns, Briccriu,
- Indonesische folklore ... Kantjil (of kancil in moderne spelling)
- Internetcultuur ... Trol
- Inuitmythologie ... Amaguq
- Islamitische mythologie ... Nasreddin, Genies,
- Japanse mythologie ... Kitsune, Susanoo, Kappa, Tanuki,
- Joodse folklore ... Hershele Ostropoler
- Keltische mythologie ... Fairy, Puck, puca
- Kroatische folklore...Petrica Kerempuh
- Kroatisch Slavische mythologie ...Domaci als groep later gepersonaliseerd tot Malik Tintilinic
- Lakota mythologie ... Iktomi, Heyoka
- Levantijnse mythologie ... Yaw
- Maori mythologie ... Māui
- Mexicaanse folklore ... Pedro Urdemales
- Miwok mythologie ... Coyote
- Nart sagen ... Sosruko
- Navajo mythologie ... Tonenili
- Nederlandse folklore ... Reynaert de Vos, Tijl Uilenspiegel, Bartje Poep, Jan Hepkes Wouda, Jan van der Deen, Hannes van Elk, Zwarte Piet
- Noordse mythologie ... Loki,
- Noorse mythologie ... Askeladden
- Nootka mythologie ... Chulyen, Guguyni
- Ohlone mythologie ... Coyote
- Ojibweg mythologie ... Nanabozho
- Polynesische mythologie ... Māui
- Pomo mythologie ... Coyote
- Pueblos dans ... Koshare
- Roemeense mythologie ... Păcală
- Slavische mythologie ... Veles,
- Spaanse mythologie ... Don Juan, De Trickster van Sevilla,
- Tibetaanse folklore ... Tompa,
- Tsimshian mythologie ... Txaamsm, Raven, Wiigyet (Grote Man)
- Tumbuka mythologie...Kalulu
- Ute mythologie ... Cin-an-ev
- Welsh mythologie ... Gwydion, Taliesin, Morgan Le Fay /  Morgana,
- Westafrikaanse mythologie ... Anansi,
- Yoruba mythologie ... Eshu, Shango,

## Anansi als trickster
Wim (W.J.H.) Baart noemt enkele kenmerken van Anansi, de West-Afrikaanse spinfiguur die ook naar het Caraïbisch gebied meeverhuisde met de Middenpassage, die bevestigen dat deze als een cultuurbrenger beschouwd kan worden:
- dankzij hem zijn bepaalde culturele verworvenheden ontstaan
- hij wordt beschouwd als verwant aan de godheid
- mythische figuur
- hij heeft een diergestalte (spin)

Anansi toont vaak de juiste gedragspatronen door het anti-voorbeeld te geven: hij is te gulzig of te hebzuchtig, en wordt dan gestraft. In de verhalen over Anansi, die in Suriname en de Antillen ontstaan zijn, is de protestfunctie belangrijker dan de mythisch-religieuze functie. Zij werden in het geheim verteld. Een nieuwe personage is daar gecreëerd: Tijger (Ba Tigri) die heel sterk, maar ook heel dom is. Hij kan gezien worden als een symbool van de koloniale macht (bijvoorbeeld de plantage-eigenaar).